# Лукарели (Потенца)
Лукарели (итал. Lucarelli) је насеље у Италији у округу Потенца, региону Базиликата.
Према процени из 2011. у насељу је живело 44 становника. Насеље се налази на надморској висини од 731 м.